# Pis
|  | Per a altres significats, vegeu «Pis (desambiguació)». |

Pis (en francès Pis) és un municipi francès situat al departament del Gers i a la regió d'Occitània.

## Demografia
| 1962                                       | 1968 | 1975 | 1982 | 1990 | 1999 | 2006 |
| ------------------------------------------ | ---- | ---- | ---- | ---- | ---- | ---- |
| 88                                         | 92   | 78   | 77   | 74   | 80   | 90   |
| Des de 1962: població sense dobles comptes |      |      |      |      |      |      |

## Administració
| Període | Identitat         | Partit |
| ------- | ----------------- | ------ |
| 2001-   | Josiane Lagardère |        |